# Montaguia lamellifera
Montaguia lamellifera is een tweekleppigensoort uit de familie van de Montacutidae. De wetenschappelijke naam van de soort is voor het eerst geldig gepubliceerd in 1938 door Lamy.